# Paradiopatra parva
Paradiopatra parva är en ringmaskart som först beskrevs av Moore 1911.  Paradiopatra parva ingår i släktet Paradiopatra och familjen Onuphidae. Inga underarter finns listade i Catalogue of Life.